# Коли завмирає серце
«Коли завмирає серце» (англ. Heartstopper) — британський романтичний телесеріал для підлітків, розроблений Netflix на основі однойменного графічного вебкомікса Еліс Осман. Головні ролі в телесеріалі зіграли Кіт Коннор та Джо Локк. В основі сюжету — історія Чарлі Спрінґа, школяра-гея, що закохався у свого нового сусіда по парті, Ніка Нельсона. Також у творі оповідається про життя їхніх друзів: Тао, Ел та Айзека.
Телевізійні права на серіал придбані See-Saw Films у 2019 році, а Netflix придбав права на розповсюдження у 2021 році. Ейрос Лін був назначений режисером серіалу. Знімання пройшло з квітня до червня того ж року. Крім оригінального саундтреку, написаного Адієскаром Чейзом, у серіалі також були використані різні пісні. Кінематографічні стилі та палітра кольорів були обрані таким чином, щоб надати серіалу особливу атмосферу, також посилену елементами традиційної анімації.
Прем'єра першого сезону відбулася 22 квітня 2022 року, а другого сезону — 3 серпня 2023 року, третій сезон вийшов 3 жовтня 2024 року. Серіал отримав схвалення критиків, зокрема за його тон, темп і гру акторів, а також за репрезентацію ЛҐБТ-спільноти.

## Синопсис
Чарлі Спрінґ та Нік Нельсон навчаються в одній гімназії для хлопчиків «Тругем», але ніколи не зустрічалися до того моменту, поки їм не довелося сидіти разом. Нік навчається у випускному класі та грає за шкільну команду з регбі. Він трохи чув про Чарлі — хлопця, який зазнав аутингу минулого року, і над яким після цього знущалися кілька місяців. Вони швидко стають друзями, і незабаром Чарлі відчуває, що Нік для нього дещо більше, ніж просто друг, хоч і знає, що шансів у нього немає.

## У ролях
| Персонаж               | Актор               | Сезон           | Сезон           | Сезон           |
| Персонаж               | Актор               | 1               | 2               | 3               |
| ---------------------- | ------------------- | --------------- | --------------- | --------------- |
| Чарльз «Чарлі» Спрінґ  | Джо Локк            | Головна роль    | Головна роль    | Головна роль    |
| Ніколас «Нік» Нельсон  | Кіт Коннор          | Головна роль    | Головна роль    | Головна роль    |
| Тао Сюй                | Вільям Гао          | Головна роль    | Головна роль    | Головна роль    |
| Ел Арджент             | Ясмін Фінні         | Головна роль    | Головна роль    | Головна роль    |
| Тара Джонс             | Корінна Браун       | Головна роль    | Головна роль    | Головна роль    |
| Дарсі Олссон           | Кіззі Еджелл        | Головна роль    | Головна роль    | Головна роль    |
| Айзек Гендерсон        | Тобі Донован        | Головна роль    | Головна роль    | Головна роль    |
| Вікторія «Торі» Спрінґ | Дженні Волзер       | Головна роль    | Головна роль    | Головна роль    |
| Бенджамін «Бен» Гоуп   | Себастіан Крофт     | Головна роль    | Головна роль    |                 |
| Гаррі Грін             | Кормак Гайд-Коррін  | Головна роль    | Головна роль    | Другорядна роль |
| Імоджен Хіні           | Ріа Норвуд          | Головна роль    | Головна роль    | Головна роль    |
| Містер Аджаї           | Фісайо Акінаде      | Головна роль    | Головна роль    | Головна роль    |
| Сара Нельсон           | Олівія Колман       | Головна роль    | Головна роль    |                 |
| Девід Нельсон          | Джек Бартон         |                 | Головна роль    | Епізодична роль |
| Сахар Захід            | Лейла Кхан          |                 | Головна роль    | Головна роль    |
| Юзеф Фарук             | Німа Талегані       |                 | Головна роль    | Головна роль    |
| Отіс Сміт              | Аралоїн Ошунремі    | Другорядна роль | Другорядна роль | Другорядна роль |
| Крістіан Макбрайд      | Еван Овенелл        | Другорядна роль | Другорядна роль | Другорядна роль |
| Сай Верма              | Ашвін Вішванат      | Другорядна роль | Другорядна роль | Другорядна роль |
| Джейн Спрінґ           | Джорджина Річ       | Другорядна роль | Другорядна роль | Другорядна роль |
| Хуліо Спрінґ           | Джозеф Балдеррама   | Другорядна роль | Другорядна роль | Другорядна роль |
| Ян Сюй                 | Момо Ю              | Другорядна роль | Другорядна роль | Другорядна роль |
| Містер Ланге           | Алан Теркінгтон     | Другорядна роль | Другорядна роль | Другорядна роль |
| Стефан Нельсон         | Тібо де Монталамбер |                 | Другорядна роль |                 |
| Джеймс Мак'юен         | Бредлі Річес        | Епізодична роль | Головна роль    | Епізодична роль |

### Головні актори
- Джо Локк — Чарльз «Чарлі» Спрінґ, учень 10-го класу школи «Тругем»
- Кіт Коннор — Ніколас «Нік» Нельсон, популярний гравець в регбі 11-го року навчання в школі «Тругем»
- Вільям Гао — Тао Сюй, найкращий друг Чарлі
- Ясмін Фінні — Ел Арджент, подруга Чарлі та Тао, яка перейшла до гімназії для дівчат «Гіґс»  після того, як зробила трансгендерний перехід
- Корінна Браун — Тара Джонс, учениця школи «Гіґс», яка дружить з Ель
- Кіззі Еджелл — Дарсі Олссон, дівчина Тари та подруга Ель
- Тобі Донован — Айзек Гендерсон, інтровертний член групи друзів Чарлі, Тао та Ель
- Дженні Волзер — Вікторія «Торі» Спрінґ, старша сестра Чарлі
- Себастіан Крофт[en] — Бенджамін «Бен» Гоуп, перший хлопець Чарлі (1-2 сезони)
- Кормак Гайд-Коррін — Гаррі Грін, шкільний хуліган
- Рі Норвуд — Імоджен Хіні, учениця школи «Гіґс», закохана у Ніка
- Фісайо Акінаде — містер Аджаї, вчитель малювання, який допомагає Чарлі
- Четна Панд'я[en] — тренерка Сінгх, вчителька фізкультури та тренерка з регбі
- Стівен Фрай — директор Барнс (голос)
- Олівія Колман — Сара Нельсон, матір Ніка
- Джек Бартон — Девід Нельсон, старшого брата Ніка (2 сезон)
- Лейла Кхан — Сахар Захід, нова студентка «Гіґс», яка подружилася з Ел, Дарсі та Тарою (2 сезон)
- Німа Талегані — Юзеф Фарук, суворий вчитель, який є новим коханням містера Аджаї

### Другорядні актори
- Аралоїн Ошунремі — Отіс Сміт
- Еван Овенелл — Крістіан Макбрайд
- Ашвін Вішванат — Сай Верма
- Джорджина Річ[en] — Джейн Спрінґ, матір Чарлі і Торі
- Джозеф Балдеррама — Хуліо Спрінґ, батько Чарлі і Торі
- Момо Ю — Ян Сюй, матір Тао
- Алан Теркінгтон — містер Ланге
- Тібо де Монталамбер[en] — Стефан Нельсон, батько Ніка (2 сезон)
- Бредлі Річес — Джеймс Мак'юен, студент «Тругем», який закоханий в Айзека

## Український дубляж
- Руслан Драпалюк — Чарлі (сезон 1-2)
- Максим Чумак — Чарлі (сезон 3)
- Євгеній Сардаров — Нік (сезон 1-2)
- Ярослав Шахторін — Нік (сезон 3)
- Вячеслав Хостікоєв — Tao
- Єлизавета Зіновенко — Ел
- Станіслава Красовська — Тара (сезон 1)
- Катерина Брайковська — Тара (сезони 2-3)
- Анастасія Павленко — Дарсі
- Олександр Солодкий — Гаррі
- Анна Павленко — Імоджен
- Євген Шекера — Бен (сезон 1)
- В'ячеслав Скорик — Бен (сезон 2)
- Вікторія Бакун — Topi
- Максим Самчик — Айзек
- Роман Молодій — Містер Фарук
- Андрій Твердак — Стефан
- Юрій Сосков — Гаррі
- Аліна Проценко — Capa
- Дмитро Шапкін — Девід, Майкл
- Володимир Гурін — Джеймс, Сай
- Юлія Шаповал — Сахар (сезон 2)
- Анастасія Жарнікова — Бен (сезон 3)
- Олександр Погребняк — Містер Аджаї
- Людмила Петриченко — Джейн
- Вікторія Москаленко — Даян
- Дмитро Вікулов — Джуліо
- Людмила Суслова — Айві
- Дмитро Терещук — Річ
- Юрій Кудрявець — Містер Ланг
- Євгеній Лісничий — Наомі
- Еліна Сукач — Фелікс
- Світлана Шекера — Тренерка Сінгх
- Володимир Терещук — Джефф
- Ілона Бойко — Директорка Едвардс
- Михайло Войчук;— Річард

- А також: Микита Галяс, Василь Осадчий, Артур Проценко, Ігор Драпалюк, Ангеліна Самчик, Вікторія Мотрук, Юлія Малахова, Вікторія Москаленко, Віталій Ізмалков, Катерина Здор, Єлизавета Кучеренко, Станіслав Мельник, Майя Ведернікова, Людмила Чиркова, Роман Солошенко, Кирило Татарченко, Олександр Юрін

Серіал дубльовано студією «Postmodern» на замовлення компанії «Netflix».
- Режисери дубляжу — Євгеній Сардаров (сезон 1), Анна Павленко (сезон 2), Людмила Петриченко (сезон 3)
- Перекладач — Катерина Щепковська (сезони 1-2), Онисія Колесникова (сезон 3)
- Спеціаліст з адаптації — Анна Альзоба (сезон 2), Онисія Колесникова (сезон 3)
- Звукорежисер — Софія Багмут
- Звукорежисери перезапису — Олександр Мостовенко (сезон 1), Софія Багмут (сезони 2-3), Максим Корнилюк (сезон 2)
- Менеджери проєкту — Валерія Антонова (сезон 1), Юлія Зинич (сезон 2), Валерія Домрачова (сезон 3)

## Список серій
| Сезон | Епізоди | Епізоди | Оригінальний випуск | Оригінальний випуск |
| ----- | ------- | ------- | ------------------- | ------------------- |
| 1     | 8       | 8       | 22 квітня 2022      | 22 квітня 2022      |
| 2     | 8       | 8       | 3 серпня 2023       | 3 серпня 2023       |
| 3     | 8       | 8       | 3 жовтня 2024       | 3 жовтня 2024       |

### 1 сезон (2022)
| № серії (загалом) | № серії (в сезоні) | Назва серії           | Режисер(и) | Сценарист(и) | Оригінальна дата виходу |
| --- | ------------------ | --------------------- | ---------- | ------------ | ----------------------- |
| 1 | 1                  | «Зустріч» «Meet»      | Ейрос Лін  | Еліс Осман   | 22 квітня 2022          |
| Учень середньої школи «Тругем» Чарлі Спрінг перебуває у вимушених стосунках з іншим учнем Беном Хоупом. У своєму новому класі Чарлі сідає поряд із Ніком Нельсоном, в якого починає закохуватися. Вони стають друзями, хоча Чарлі не впевнений у сексуальності Ніка. Нік пропонує Чарлі приєднатися до команди з регбі, і той погоджується. Чарлі каже Бену, що більше не хоче зустрічатися, фактично розлучаючись з ним, Бен силоміць цілує його, проте Нік захищає Чарлі від Бена. Тим часом подруга Чарлі, Ел Арджент, переходить до школи для дівчаток «Гіґс» після того, як зізналася, що є транс-жінкою.                                 |                    |                       |            |              |                         |
| 2 | 2                  | «Закоханість» «Crush» | Ейрос Лін  | Еліс Осман   | 22 квітня 2022          |
| Чарлі розповідає Ніку про свої стосунки з Беном. Нік засуджує Бена та підтримує Чарлі. Тао припускає, що Нік - гетеросексуал, і пропонує Чарлі відволіктися від своєї закоханості. Пізніше Тао каже другу, що Нік зустрічається з дівчиною Тарою Джонс, яка товаришує з Ел у школі «Гіґс». Незабаром Ел дізнається, що Тара насправді лесбійка та зустрічається з Дарсі Олссон. Проводячи час у будинку Чарлі, Нік намагається доторкнутися до руки Чарлі, поки той спить, і починає сумніватися у своїй сексуальності. |                    |                       |            |              |                         |
| 3 | 3                  | «Поцілунок» «Kiss»    | Ейрос Лін  | Еліс Осман   | 22 квітня 2022          |
| Ніка запрошують на вечірку з нагоди 16-річчя його друга Гаррі Гріна. Нік, своєю чергою, запрошує Чарлі, який погоджується. Тао починає заздрити, що його друг закохався, через що їхня дружба відходить на другий план. Гаррі та його друзі починають жартувати над Ніком через «закоханість» у Тару. Тара зізнається Ніку у своїй гомосексуальності, а той розриває дружбу з Гаррі. Імоджен, одна з найкращих подруг Ніка, каже йому, що він їй подобається. Бен знову намагається повернути Чарлі, але той дає відпор своєму колишньому. Нік та Чарлі усамітнюються у кімнаті й цілуються; приголомшений Нік залишає Чарлі самого у кімнаті. |                    |                       |            |              |                         |
| 4 | 4                  | «Таємниця» «Secret»   | Ейрос Лін  | Еліс Осман   | 22 квітня 2022          |
| Чарлі розчарований раптовим зникненням Ніка з вечірки, але наступного дощового ранку Нік з'являється на порозі його будинку. Той пояснює, що ще не визначився у своїй сексуальності, і вони обіймаються. Після гри в регбі Тао та Ел підслуховують, як Нік неохоче погоджується на побачення з Імоджен під тиском друзів. |                    |                       |            |              |                         |
| 5 | 5                  | «Друг» «Friend»       | Ейрос Лін  | Еліс Осман   | 22 квітня 2022          |
| Нік збирається скасувати побачення з Імоджен, але коли та говорить про смерть своєї собаки, Нік зі співчуття не наважується сказати «ні». Чарлі запрошує Ніка на святкування свого дня народження до боулінг-клубу. На вечірці Тао розповідає Чарлі про побачення Ніка, що випадково чує Нік. Пізніше Нік пояснює правду Чарлі, та був прямо каже, що йому подобається Чарлі. Наступного дня Нік пояснює ситуацію Імоджен, яка розуміє Ніка. |                    |                       |            |              |                         |
| 6 | 6                  | «Дівчата» «Girls»     | Ейрос Лін  | Еліс Осман   | 22 квітня 2022          |
| Нік думає, що може бути бісексуалом; Чарлі каже йому не поспішати із рішенням. Нік розповідає Тарі та Дарсі про те, що зустрічається з Чарлі, а ті пропонують подвійне побачення. Ел розуміє, що закохана у Тао. Нік та Чарлі розкривають їй правду про свої стосунки. Перед концертом оркестрів шкіл «Тругем» та «Гіґс» Тара намагається сховатися через гомофобні висловлювання інших учасників оркестру. Дарсі заспокоює її, і обидві повертаються на сцену. |                    |                       |            |              |                         |
| 7 | 7                  | «Хуліган» «Bully»     | Ейрос Лін  | Еліс Осман   | 22 квітня 2022          |
| Нік запрошує Чарлі піти в кіно зі своїми друзями з 11 класу, бувши впевненим, що Гаррі там не буде. Проте Гаррі та його гомофобові друзі знову починають знущатися з Чарлі та називають того непристойними словами, через що Нік б'ється з Гаррі. На автостоянці за кінотеатром Бен намагається зачепити Чарлі. Тао почувається винним за те, що ненавмисно погіршив ситуацію Чарлі, зачепивши словесно Гаррі, але оскільки Чарлі продовжує ігнорувати його, Тао сердиться на друга за те, що той не розповів йому про свої стосунки з Ніком.                                                                                                  |                    |                       |            |              |                         |
| 8 | 8                  | «Хлопець» «Boyfriend» | Ейрос Лін  | Еліс Осман   | 22 квітня 2022          |
| Під тиском Тао Чарлі кидає регбі та впадає у депресію, ігноруючи Ніка. Тао і Нік відкрито розмовляють про те, що відбувається, і поступово приходять до угоди. Тао примиряється з Чарлі, який звинувачує Бена у непристойній поведінці. Нік пояснює Чарлі, що той змінив його життя, благаючи його не розлучатися; Чарлі погоджується і вони йдуть на пляж. Нік розкриває, що планує розповісти близьким та друзям про те, що є бісексуалом. Насамперед він зізнається своїй матері, яка зі сльозами на очах приймає сина та його стосунки з Чарлі.                                                                                            |                    |                       |            |              |                         |

### 2 сезон (2023)
| № серії (загалом) | № серії (в сезоні) | Назва серії                    | Режисер(и) | Сценарист(и) | Оригінальна дата виходу |
| --- | ------------------ | ------------------------------ | ---------- | ------------ | ----------------------- |
| 9 | 1                  | «Визнання» «Out»               | Ейрос Лін  | Еліс Осман   | 3 серпня 2023           |
| У міру того як стосунки Ніка та Чарлі розвиваються, Нік стикається з проблемою відкритися для інших людей поза межами кола друзів. Під час ночівлі з друзями Чарлі йому поступово вдається відкритись для Імоджен, яка позитивно все сприйняла. Ел і Тао стикаються з невизначеністю щодо встановлення стосунків, у чому Тао непохитний. Чарлі знову приєднується до команди з регбі та розповідає батькам про свої стосунки, однак батько забороняє Ніку приходити, щоб запобігти будь-яким сексуальним діям. Чарлі також обіцяє бути поруч з Ніком у процесі його камінґ-ауту. |                    |                                |            |              |                         |
| 10 | 2                  | «Сім'я» «Family»               | Ейрос Лін  | Еліс Осман   | 3 серпня 2023           |
| Після надходженням оцінок батьки Чарлі забороняють йому відвідувати Ніка, доки він не покращить їх та не закінчить курсову. Тао починає відчувати дистанцію та ревнувати Ел, коли вона відвідує школу мистецтв «Ламберт» та знаходить нових друзів. Його мати заохочує його боротися, щоб залишити її другом, і він зізнається Чарлі та Айзеку, що вона йому подобається. Брат Ніка Девід повертається з університету і не схвалює стосунки Ніка та Чарлі. Нік починає турбуватися про те, що Імоджен зустрічається з Беном, але залишається непохитним у тому, щоб сказати їй, чому вона повинна триматися якомога далі від нього.                                                               |                    |                                |            |              |                         |
| 11 | 3                  | «Обіцянка» «Promise»           | Ейрос Лін  | Еліс Осман   | 3 серпня 2023           |
| Чарлі закінчує свою курсову та мотивує Ніка до іспиту на загальний сертифікат про середню освіту, який йому вдається скласти успішно. Нік намагається відкритися своїм друзям з регбі, але йому постійно заважає Гаррі. Розуміючи його стрес, Чарлі пропонує Ніку забути про камінґ-аут. Після деяких досліджень Тао запрошує Ел на побачення, і вона погоджується. Після невдалого побачення Тао ревнує до того, що Ел зблизилася зі своїми новими друзями з «Ламберта». |                    |                                |            |              |                         |
| 12 | 4                  | «Виклик» «Challenge»           | Ейрос Лін  | Еліс Осман   | 3 серпня 2023           |
| Студенти вирушають на екскурсію до Парижа. Чарлі, Нік, Тао та Айзек поселили в одному номері готелю, так само в одній кімнаті були поселені Тара, Дарсі, Ел та Сахар. Тао та Ел починають зближуватися й неохоче вирішують залишитися друзями, а Тао просить вибачення за свій спалах. Чарлі та Тара розповідають про свою боротьбу зі своїми партнерами. Імоджен розлучається з Беном, помітивши, що він починає ігнорувати її та залякує Чарлі; Нік і Чарлі втішають її. |                    |                                |            |              |                         |
| 13 | 5                  | «Спека» «Heat»                 | Ейрос Лін  | Еліс Осман   | 3 серпня 2023           |
| Чарлі помічає засос на шиї, який залишив Нік. Цей засос викликає плітки серед інших студентів. Чарлі прощає Тао за те, що він ненавмисно став причиною його аутингу минулого року. Пізніше, проводячи час разом, Ел цілує Тао, який цілує її у відповідь. На запитання Ніка Чарлі зізнається, що у нього розлад харчової поведінки. Тара сперечається з Дарсі за те, що вона придушувала свої почуття і ніколи прямо не говорила, що кохає її. |                    |                                |            |              |                         |
| 14 | 6                  | «Правда чи дія» «Truth / Dare» | Ейрос Лін  | Еліс Осман   | 3 серпня 2023           |
| Нік знайомить Чарлі зі своїм батьком-французом Стефаном, який розкриває свій план відвідати Англію. На знак вибачення Дарсі влаштовує вечірку на честь дня народження Тари. Закоханий в Айзека, однокласник Джеймс Мак’юен цілує його, але Айзек не проявляє інтересу. Гаррі просить вибачення у Чарлі за свої минулі знущання, але той відмовляється. У грі «Правда чи дія», Нік робить камінґ-аут. Після вечірки Дарсі каже Тарі, що любить її. Тим часом вчителі пан Аджаї та пан Фарук відчувають почуття один до одного й цілуються. Наступного дня вони разом зі студентами їдуть додому.                                                                                                   |                    |                                |            |              |                         |
| 15 | 7                  | «Вибачення» «Sorry»            | Ейрос Лін  | Еліс Осман   | 3 серпня 2023           |
| Нік запрошує Чарлі до себе додому на приїзд батька. Ел прийнята до «Ламберта»; Тао каже, що він подолав свою заздрість, а Ел каже, що вона ще не визначилася щодо «Ламберта». Айзек виявляє, що він асексуальний. Перед тим, як залишити школу, Бен просить Чарлі пробачити його минулі дії, але Чарлі каже, що травма не дозволяє прощення, також зазначивши, що вибачення Бена просто вимагають самопідтвердження. Під час обіду зі своїм батьком Нік стикається з Девідом за його знущання та його батьком за те, що він, здавалося, був байдужим. Його батько просить вибачення та схвалює Чарлі, перш ніж повернутися до Парижа. Дарсі свариться зі своєю матір’ю-гомофобкою та полишає дім. |                    |                                |            |              |                         |
| 16 | 8                  | «Бездоганно» «Perfect»         | Ейрос Лін  | Еліс Осман   | 3 серпня 2023           |
| Ель приймає пропозицію Тао стати його дівчиною, і Тао знайомиться з її батьками. На випускному вечорі присутні всі, але Дарсі ніде не видно, а сестра Чарлі Торі намагається влитися в атмосферу. Ел каже Тао, що вирішила піти до «Ламберта». Імоджен та Сахар закохуються одне в одну. Дарсі, яка спала в парку, вирішує сказати Тарі, що любить її. Тим часом Нік просить Чарлі відкритися йому; Чарлі вихлюпується на ненависті до себе через гомофобію та його минуле самоушкодження. Нік клянеться завжди бути на боці Чарлі. |                    |                                |            |              |                         |

### 3 сезон (2024)
| № серії (загалом) | № серії (в сезоні) | Назва серії         | Режисер(и)   | Сценарист(и) | Оригінальна дата виходу |
| --- | ------------------ | ------------------- | ------------ | ------------ | ----------------------- |
| 17 | 1                  | «Кохання» «Love»    | Енді Ньюбері | Еліс Осман   | 3 жовтня 2024           |
| Чарлі вирішує сказати Ніку "важкі" для нього три слова - "я тебе кохаю", перш ніж той поїде на відпочинок на Менорку. Вони з друзями вирушають на день до пляжу. Перш ніж Чарлі встигає освідчитися, Нік зізнається, що боїться, що у Чарлі розлад харчової поведінки, але той це заперечує. Тара переконує Дарсі переїхати з її будинку і жити з бабусею. Після того, як Тао надто сильно намагається влаштувати "літо романтики" з Ел, вона запевняє його, що йому не потрібно її вражати. У домі Ніка Чарлі отримує повідомлення від мами з проханням повернутися додому, тож він освідчується Ніку через двері ванної кімнати, поки той приймає душ, а потім поспішно йде. Нік швидко одягається і біжить за ним. На вулиці пара зізнається одне одному у коханні віч-на-віч. |                    |                     |              |              |                         |
| 18 | 2                  | «Дім» «Home»        | Енді Ньюбері | Еліс Осман   | 3 жовтня 2024           |
| Нік вирушає на Менорку разом зі своєю тіткою Даяною та її сім'єю, і під час поїздки розповідає їм про свої стосунки. Усі отримують результати екзаменів GCSE. На другому тижні подорожі Ніка Айзек помічає, що Чарлі віддаляється, але той запевняє, що все гаразд. На останньому тижні Нікової поїздки Торі знаходить на комп'ютері Чарлі матеріали про розлади харчової поведінки, звернувши увагу на те, що він уникає як їжі, так і їхньої мами. Вона пише Ніку, що хвилюється за Чарлі. Ел заспокоює Тао, розвінчуючи його страхи покинутості, які він пов'язує зі смертю батька, і вони обоє зізнаються в коханні. Нік телефонує Чарлі, який усе більше занепадає, і той зізнається, що, можливо, у нього розлад харчової поведінки. Даяна каже Ніку, що він сам не зможе впоратися з ментальними проблемами Чарлі, і радить йому допомогти Чарлі знайти професійне лікування. |                    |                     |              |              |                         |
| 19 | 3                  | «Розмова» «Talk»    | Енді Ньюбері | Еліс Осман   | 3 жовтня 2024           |
| Усі повертаються до школи, і Нік та Чарлі знову зустрічаються. Нік усе більше хвилюється за Чарлі, який планує поїздку до зоопарку на день народження Ніка. Там Айзек висловлює своє роздратування через те, що почувається залишеним осторонь, оскільки більшість друзів перебувають у стосунках, і зізнається, що є асексуалом і аромантиком. Ел переконує Тао вибачитися перед Айзеком за те, що ігнорував його. Тао і Нік помічають, що Чарлі стає тривожно млявим. Пізніше Нік вмовляє Чарлі розповісти батькам про свої проблеми з ментальним здоров’ям і звернутися по допомогу. |                    |                     |              |              |                         |
| 20 | 4                  | «Подорож» «Journey» | Енді Ньюбері | Еліс Осман   | 3 жовтня 2024           |
| У грудні Нік веде щоденник про події останніх кількох місяців. Раніше, у вересні, Чарлі отримує направлення на лікування розладу харчової поведінки, але йому призначають прийом лише на січень. Через це його психічний стан і розлад харчування погіршуються, і він знову починає завдовати собі шкоду. Він погоджується лягти в стаціонарну психіатричну клініку. На вечірці на Гелловін Нік страждав від туги за Чарлі, тому Тао його підбадьорював. Згодом Чарлі телефонує Ніку з клініки та повідомляє, що йому діагностували анорексію та обсесивно-компульсивний розлад. Нік і родина Чарлі навідують його в клініці. У серії показані події з точки зору Чарлі. Він поступово одужує завдяки підтримці добрих лікарів. Під час одного з візитів Ніка Чарлі дивиться домашнє відео, яке зняв Тао, на якому його друзі, включно з Імоджен і Сахар, що цілуються на вечірці, а також Дарсі, яка пробує використовувати займенники вони/їх. У грудні Чарлі повертається додому з клініки, і мама дозволяє йому зустрітися з Ніком. |                    |                     |              |              |                         |
| 21 | 5                  | «Зима» «Winter»     | Енді Ньюбері | Еліс Осман   | 3 жовтня 2024           |
| На Різдво Торі та Чарлі відчувають тривогу щодо запланованих подій цього дня. Після кількох незручних розмов із родичами про його психічне здоров'я, Чарлі свариться з мамою. Незважаючи на прохання Торі залишитися, він вирушає до будинку Ніка. Нік тим часом сперечається з Девідом через їхнього батька. Ел зізнається Тао, що боїться, що інтимні стосунки можуть викликати в неї гендерну дисфорію. Чарлі зустрічає нового цуценя Ніка, Генрі, і знайомиться з його родичами, зокрема з тіткою Двяною. Торі приходить під дощем, щоб забрати Чарлі додому, й нагадує йому, що завжди готова підтримати його. На Новий рік Чарлі знову зустрічається з друзями на вечірці у Гаррі. Після того, як Наомі запевняє Ел, що Тао буде поруч і підтримає її, пара усамітнюється в окремій кімнаті та займається сексом. Частково адаптовано з повісті «Цієї зими» Еліс Осман. |                    |                     |              |              |                         |
| 22 | 6                  | «Тіло» «Body»       | Енді Ньюбері | Еліс Осман   | 3 жовтня 2024           |
| У квітні Чарлі та його терапевт Джефф обговорюють його повернення до школи в січні і сварку з Ніком у лютому через його розлад харчової поведінки, що призвело до рецидиву самопошкоджень. Джефф вітає Чарлі з тим, що він уже три місяці не завдає собі шкоди, і відзначає, як міцнішають його стосунки з Ніком. Тао та Айзек допомагають Чарлі зрозуміти, що він готовий до інтимних стосунків, і на дні народження Чарлі в нетверезому стані висловлює це Ніку. Друзі Чарлі знайомляться з новим другом Торі, Майклом, якого Чарлі підозрює в тому, що він її хлопець. Імоджен і Сахар вирішують залишитися лише друзями. Тара переживає панічну атаку через своє майбутнє та вступ до університету, але Чарлі допомагає їй заспокоїтися. Ел, чия творчість набуває популярності, запрошують на інтерв'ю на місцеву радіостанцію, але вона розчаровується, коли інтерв'юерка більше цікавиться її трансгендерною ідентичністю, ніж мистецтвом. Нік організовує для Чарлі зустріч із його улюбленою знаменитістю на день народження. Пізніше вони з Ніком намагаються зайнятися сексом, але Чарлі зупиняється через сильне невдоволення власним тілом. |                    |                     |              |              |                         |
| 23 | 7                  | «Разом» «Together»  | Енді Ньюбері | Еліс Осман   | 3 жовтня 2024           |
| Нік і Чарлі все більше відчайдушно прагнуть зайнятися сексом. Чарлі звертається за порадою до Тао, а Нік до Тари, яка нагадує йому стежити за собою. Містер Аджаї та пан Фарук призначають Чарлі на посаду старости. Дарсі їде на уроки танців Тари, після чого Дарсі підтверджує Тарі, що вона не бінарна. Помітивши, що після інтерв’ю Ел пригнічена, Тао знімає її домашнє відео, щоб підняти їй настрій. Чарлі намагається переконати свою матір дозволити йому переночувати у Ніка, але це переростає в сварку. Злий на неї за те, що вона пестить його через його психічну хворобу, Чарлі втікає до Ніка. Обміркувавши варіанти вступу до університету, Нік каже Чарлі, що боїться, що без Чарлі він не може бути ідентичним. Потім двоє вперше займаються сексом, при цьому Чарлі не знімає сорочку. |                    |                     |              |              |                         |
| 24 | 8                  | «Окремо» «Apart»    | Енді Ньюбері | Еліс Осман   | 3 жовтня 2024           |
| Мама Чарлі вибачається перед ним і розповідає про складні стосунки зі своєю владною матір'ю. Нік, Ел, Тара та Імоджен вирушають у подорож, щоб оглянути університети. В Оксфорді Імоджен зізнається Ніку, що їй не подобаються хлопці, і вона бореться з примусовою гетеросексуальністю. Тара розуміє, що їй не подобається Оксфорд, і починає замислюватися над своїм майбутнім. Ніку більше до вподоби університет у Лідсі, ніж ті, що ближче до дому, але він зізнається дівчатам, що боїться бути далеко від Чарлі. Вони заохочують його наважитися на зміни. Тим часом Чарлі готується грати на барабанах у групі Сахар на літньому святі. Він також підтримує Торі, закликаючи її відкритися для любові, особливо у стосунках з Майклом. Нік і дівчата долають затори, щоб встигнути на виступ. Ел зізнається Тао, що хоче навчатися в іншій країні Європи. Батьки Чарлі дозволяють йому залишитися на ніч у Ніка, і цього разу Чарлі знімає сорочку, після чого вони займаються сексом. |                    |                     |              |              |                         |

## Виробництво

### Розробка
У 2016 році Еліс Осман запустила вебкомікс під назвою «Коли завмирає серце», який згодом розширився до графічного роману. 2019 року See-Saw Films виборола телевізійні права «Коли завмирає серце» та запропонувала авторці стати сценаристкою серіалу. Вона висловила зацікавленість у цьому, оскільки зазначила, що наразі відсутні корисні для підлітків серіали про ЛГБТ спільноту. Вона написала сценарій за першими двома томами графічного роману. See-Saw Films сподобалося, і пізніше в липні того ж року вони вибороли телевізійні права.
20 січня 2021 року з'ясувалося, що Netflix замовив вісім півгодинних серій, де сценаристкою була сама авторка коміксу Осман, а Ейрос Ліном — режисером і виконавчим продюсером.  Також виконавчими продюсерами стали Патрік Волтерс, Джеймі Лоренсон, Хакан Кусетта, Іен Каннінг та Еміль Шерман із Зораною Пігготт. Постановчий дизайн Тіма Дікеля, декорування серійних декорацій Максвелла Файна та реквізит Зої Зайфферт. Під час виробництва програма мала робочу назву Evergreen.

### Кастинг

Головні герої
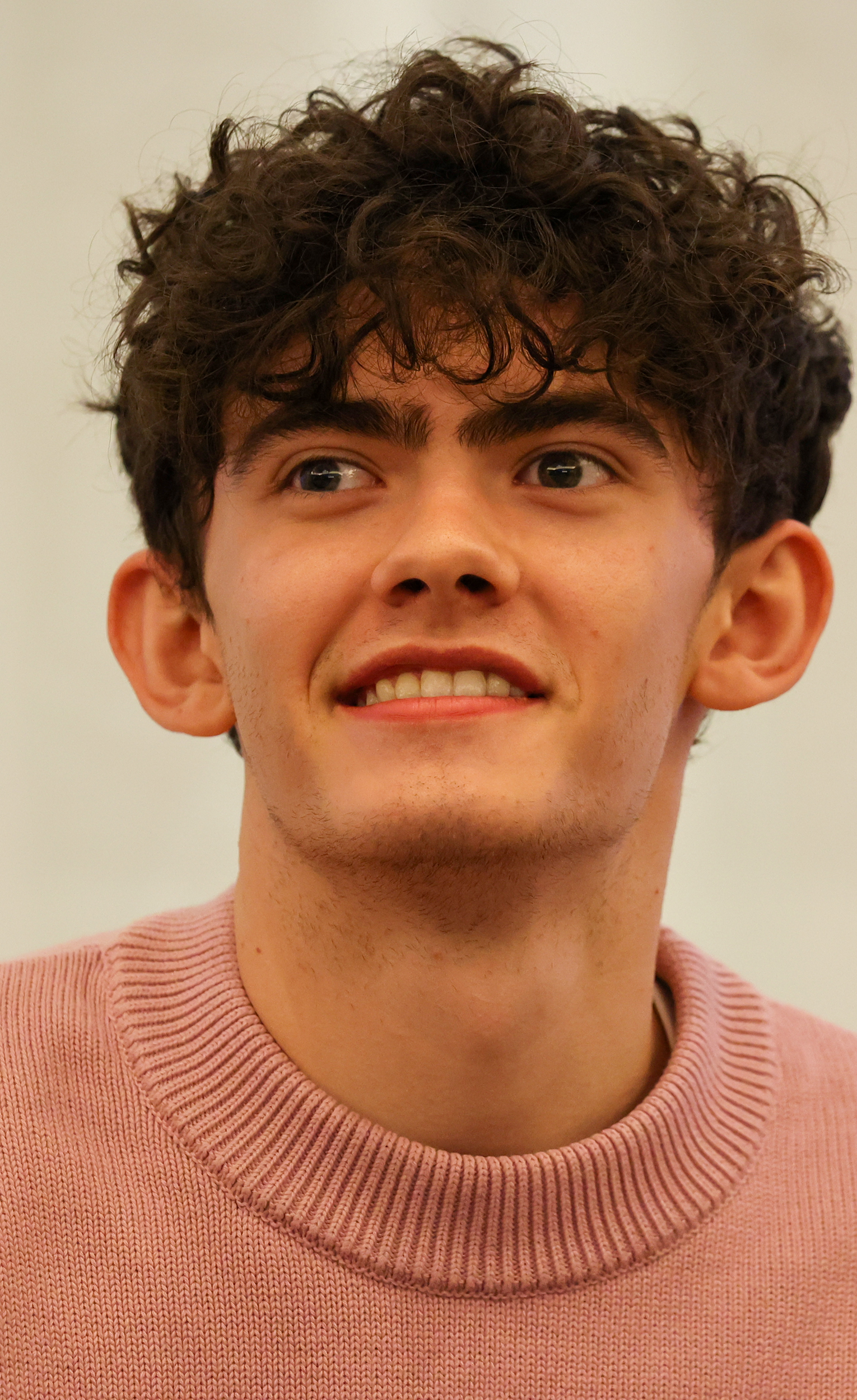
Джо Локк
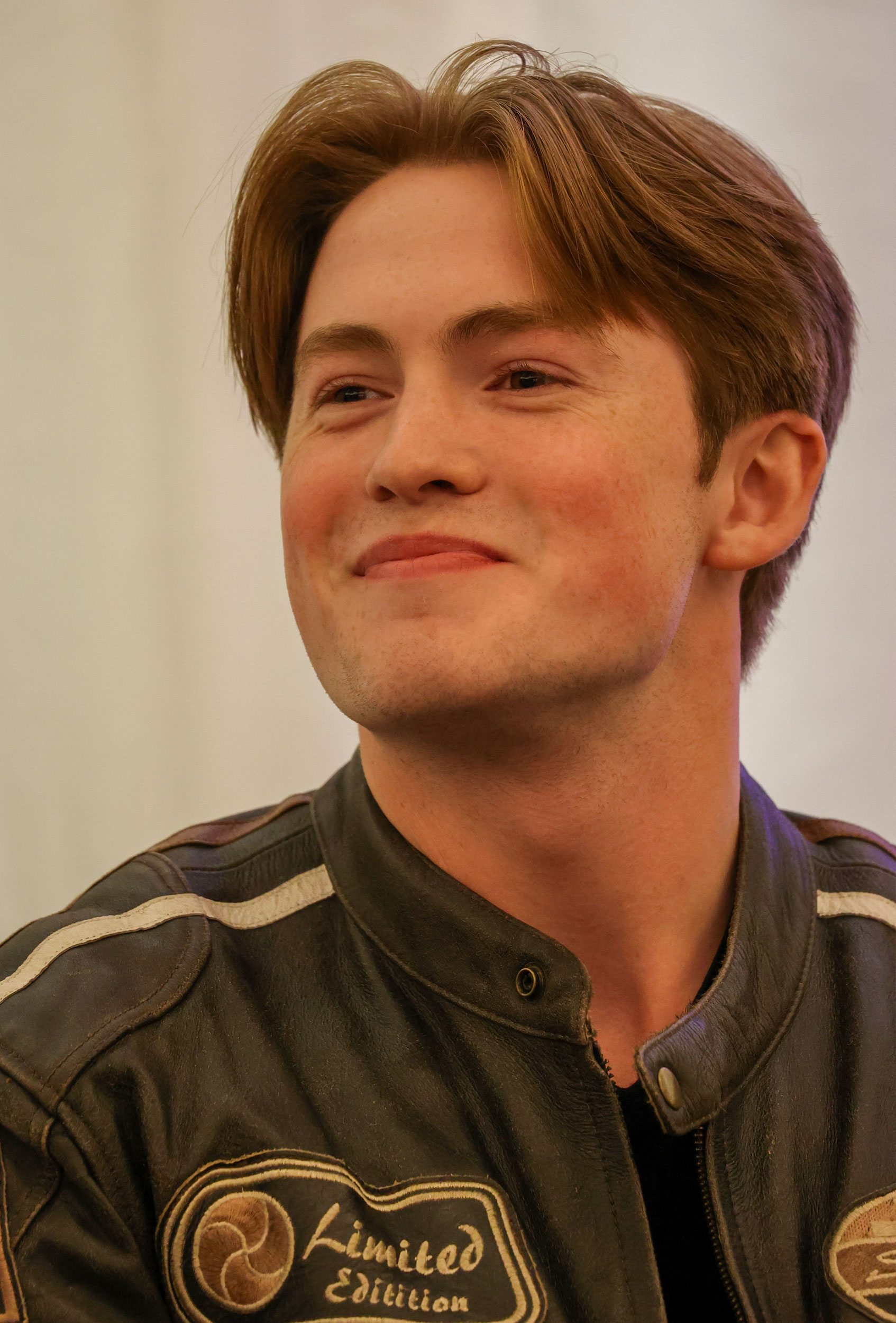
Кіт Коннор

Щоб створити правдоподібну картинку, Еліс хотіла, щоб усіх персонажів грали підлітки. Деніел Едвардс-Гай був директором по кастингу. У січні та лютому 2021 року відбувся відкритий кастинг для п'яти головних героїв, а також трьох повторюваних. Осман пояснила, що персонаж Алед не з'явиться в адаптації, оскільки вона хотіла поважати його історію в Radio Silence. Після того, як, як повідомляється, понад 10 000 людей пройшли прослуховування, вона оголосила про перший раунд кастингу у квітні 2021 року, коли Кіт Коннор та Джо Локк зіграли у ролі Ніка та Чарлі відповідно. Інші актори були оголошені через кілька днів, зокрема Ясмін Фінні, Себастьян Крофт, Вільям Гао, Корінна Браун, Кізі Еджелл, Кормак Хайд-Коррін, Реа Норвуд та Тобі Донован. Дженні Уолсер приєдналася до акторського складу в травні.
8 липня 2022 року було оголошено відкритий кастинг для 16-річного персонажа, на ім'я Сагар Вест. Актор повинен бути жінкою або ж небінарним з азійською зовнішністю. У вересні було оголошено, що роль зіграє Лейла Хан, і більшість головних акторів повернеться до другого сезону. Інші анонсовані ролі включають Джека Бартона в ролі Девіда Нельсона, старшого брата Ніка, Бредлі Річеса в ролі учня «Тругема» Джеймса Мак'юена та Німа Талегані в ролі шкільного вчителя містера Фарука. Знімання другого сезону почалося у вересні 2022 року на Twickenham Studios, Лондон і завершилися в грудні того ж року. Прем'єра другого сезону відбулася 3 серпня 2023 року.
У серпні 2023 року, невдовзі після виходу другого сезону, було підтверджено, що Себастьян Крофт, який зіграв Бена Гоупа, покине серіал після другого сезону, оскільки його сюжетна лінія сезону підійшла до завершення. У листопаді 2023 року оголосили, що Дарраг Генд приєднався до акторського складу, він отримав роль Майкла Голдена. У лютому 2024 року оголосили про те, що Гейлі Етвел зіграє Діану.

### Знімання

#### 1 сезон

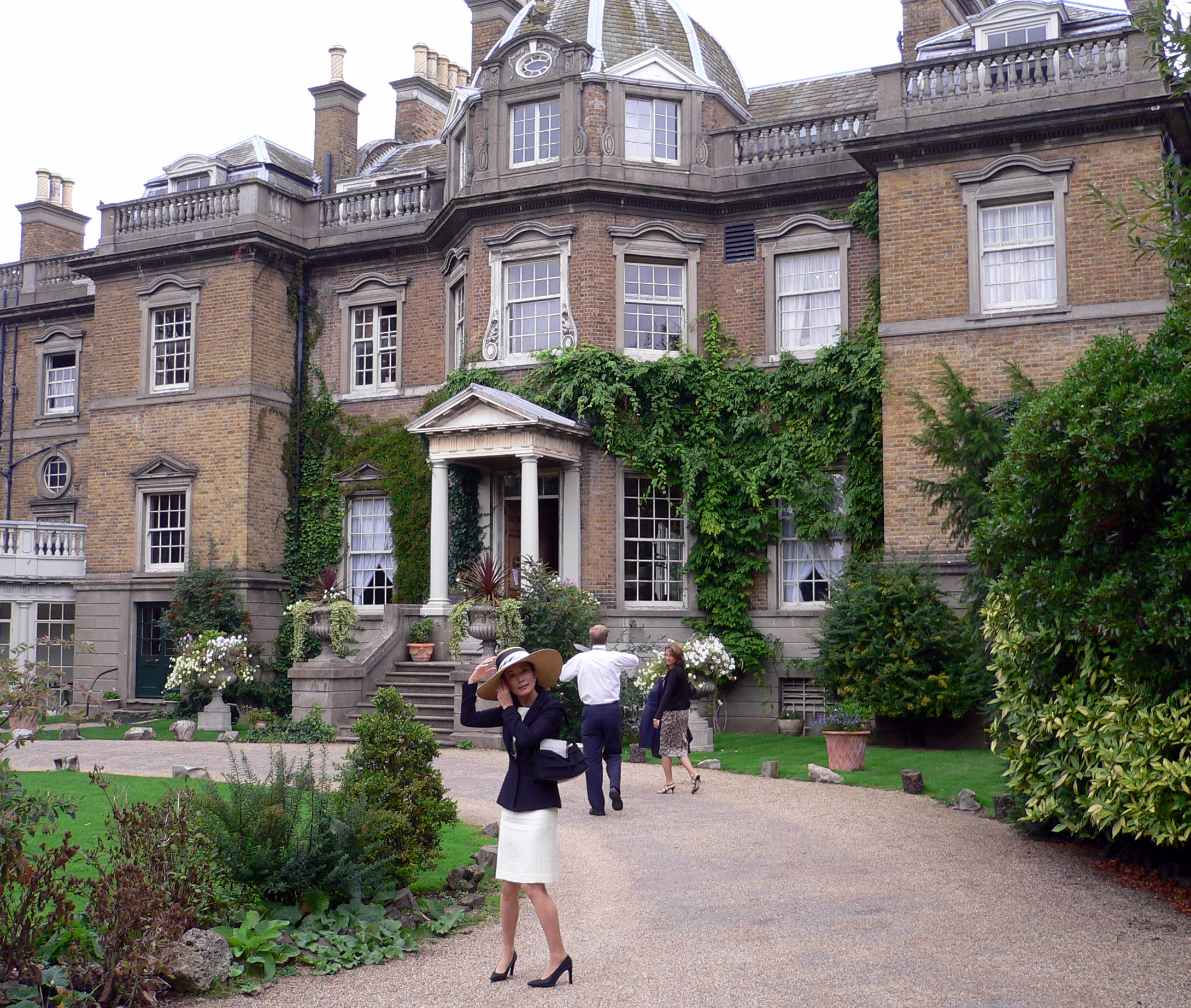
Hampton Court House, де знімали сцени з дня народження Гаррі Гріна в третій серії першого сезону

Знімання розпочалося на території Великої Британії у квітні 2021 року й завершилося в червні того ж року. Переважно знімання проходило в графствах Беркшир і Бакінгемшир. Вечірка Гаррі знімалася в Hampton Court House в лондонському районі Річмонд-на-Темзі. Для знімання використовувався боулінг у Голлівуд Боул. Матч з регбі, показаний в епізоді «Таємниця», був знятий у легкоатлетичному центрі Thames Valley. Залізнична станція, звідки Нік і Чарлі вирушають на узбережжя, — це залізнична станція North Weald в Ессексі, а сцена на березі моря була знята в Герн Бей, Кент. Після молочних коктейлів Чарлі та його друзі гуляють вздовж річки Темзи у Віндзорі, графство Беркшир. Колман знялася в усіх своїх сценах за два дні.  В серії «Хлопець», під час сцени, де Нік і Чарлі їдуть поїздом, Осман вирішила зіграти камео як пасажир; вона виконувала роль художниці, яка малювала закохану пару. Сцена в кінці епізоду з каруселі була заповнена членами знімальної групи.
Оператором проєкту стала Діана Оліфірова. Їй одразу поставили завдання візуально відобразити «любов, емоції та ніжність». Разом із художником-постановником Тімом Дікелем вони створили легку колірну палітру помаранчевого, жовтого, бірюзового, а також поєднання рожевого та блакитного. Оліфірова використовувала кольоровий гель для освітлення. Кольори будівлі школи контролювалися, щоб не бути перебільшеними, але водночас, щоб були також яскравими. Сцени на святкуванні дня народження Гаррі були зняті вдень, тому виробничій групі довелося зачинити вікна та використати штучне освітлення, щоб воно нагадувало вуличне світло. Коли Тара і Дарсі цілуються в третій серії, Нік «купається» в бісексуальному освітленні (рожеві, фіолетові та блакитні кольори), що символізують його усвідомлення своєї сексуальності.
Як художник-постановник Дікель працював разом із декоратором Максвеллом Файном, щоб створити реалістичне зображення британських класних кімнат. Тим часом Дікель попросив своїх друзів сфотографувати дитячі кімнати, створивши дошку настрою, яку перевірили актори. Деякі об'єкти набору також змінювалися, коли персонажі прогресували та зростали. У кабінеті географії місце Ніка було розташоване так, щоб він був перед зображеннями скель; Файн співвідніс це з метаморфічними гірськими породами, символізуючи романтичний розвиток Ніка та Чарлі. Кімната Ніка завалена речами, що представляють його складне життя. Кімната Ел «більш вишукана», кімната Тао була розроблена, щоб відобразити його кінофілію, а кімната Тари кишить плюшевими ведмедиками. З огляду на вихідний матеріал, декілька об'єктів набору були намальовані вручну. Відображаючи персонажів, кімната Чарлі широка й хаотична, тоді як кімната Ніка охайніша.

#### 2 сезон
Знімання другого сезону почалося у вересні 2022 року на Twickenham Studios, Лондон, і завершилися на початку грудня того ж року. Школу мистецтв «Ламберт» знімали у Фарнгемі. Події, які відбувається на Ейфелевій вежі знімався у «два ранки»; акторам і знімальній групі потрібно було прибути на знімання до 06:00 за місцевим часом, перш ніж серіал відкриють для публіки. Осман знову з'явився в епізодичній ролі, цього разу в книжковому магазині «Shakespeare and Company». Деякі сцени були зняті в районі Монмартр, наприклад у базиліці Сакре-Кер.
Якщо перший сезон представлений синьо-жовтою палітрою кольорів, то другий — рожево-фісташковим. Різноманітні декори сезону, зокрема «Тругема», були змінені, щоб доповнити літній фон. Художник з костюмів Адам Ді хотів, щоб у сезоні був повсякденніший одяг, і зробив для Ніка та Чарлі футболки, які нагадували обкладинку третього тому коміксу. Ел також носить одяг, що відображає богемне походження Фінні. Донован співпрацював з Осман у створенні нового образу Айзека.
Щоб віддати шану поцілунку Тари та Дарсі, Тао та Ел були змушені цілуватися на випускному під ультрафіолетовим освітленням. Оліфрова намалювала фільтри камери для деяких сцен із поцілунками Ніка та Чарлі з художньою метою.

#### 3 сезон
Знімання третього сезону почалося в жовтні 2023 року, режисером першого епізоду став Енді Ньюбері, і завершилися у грудні того ж року.

### Постпродакшн

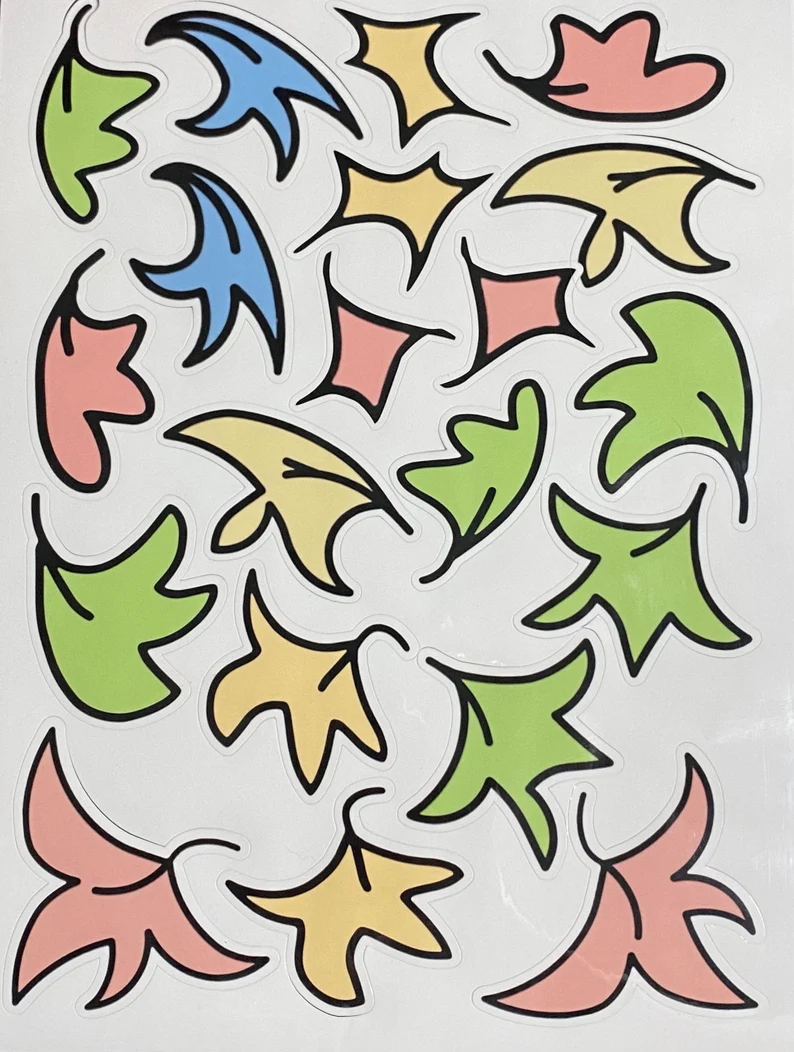
Анімовані листя «Коли завмирає серце»

У серіалі використано анімоване листя для надання візуальних мотивів вебкоміксу. У першій сцені поцілунку Ніка та Чарлі з'являються іскри, коли Чарлі намагається торкнутися руки Ніка. Також можна побачити анімованих чайок і нерозлучників. Осман сказала, що анімації представляють «відчуття магії», яке вона хотіла передати. Вона вже думала про використання таких ефектів під час написання сценарію, вважаючи, що вони будуть з'являтися насамперед під час сцен між Ніком та Чарлі. Зрештою Анна Перонетто була обрана для створення анімації за розкадруванням Осман. Для нерозлучників вона проаналізувала лондонських диких папуг.

### Продовження
Коли Волтерса запитали, чи буде другий сезон, він відповів, що з нетерпінням хоче його побачити. Локк і Коннор також висловили сподівання на поновлення, звернувши увагу на розповідь у вихідному матеріалі серіалу. 20 травня 2022 року після перегляду Netflix даних про перегляди за 28 днів було оголошено, що серіал продовжено ще на два сезони. Виробництво 2 сезону почалося у вересні 2022 року. Прем'єра 2 сезону відбулася 3 серпня 2023 року, першу сцену та назви серій було оприлюднено 18 червня 2023 року, а трейлер вийшов 25 липня. Прем'єра третього сезону відбулась 3 жовтня 2024 року.

## Музика
Підбірка пісень, використаних у серіалі, вийшла в цифровому форматі на Spotify під назвою Heartstopper: Official Mixtape. Сингл Colours of You британської виконавиці Baby Queen вийшов на лейблі Polydor Records разом із прем'єрою серіалу. Інші популярні пісні, представлені в списку, включають Girls від Girl in Red і Tired від Beabadoobee. Музика Чейза для другого сезону була опублікована напередодні прем'єри сезону, 28 липня 2023 року.

### 1 сезон
| Коли завмирає серце: 1 сезон (Саундтреки із серіалу Netflix) список треків | Коли завмирає серце: 1 сезон (Саундтреки із серіалу Netflix) список треків | Коли завмирає серце: 1 сезон (Саундтреки із серіалу Netflix) список треків |
| #                                                                          | Назва                                                                      | Тривалість                                                                 |
| -------------------------------------------------------------------------- | -------------------------------------------------------------------------- | -------------------------------------------------------------------------- |
| 1.                                                                         | «First Sight»                                                              | 1:09                                                                       |
| 2.                                                                         | «Déjà Vu»                                                                  | 0:57                                                                       |
| 3.                                                                         | «X»                                                                        | 0:44                                                                       |
| 4.                                                                         | «Head In the Clouds»                                                       | 1:00                                                                       |
| 5.                                                                         | «On the Move»                                                              | 1:02                                                                       |
| 6.                                                                         | «Angst»                                                                    | 1:25                                                                       |
| 7.                                                                         | «Off to Nick's»                                                            | 0:41                                                                       |
| 8.                                                                         | «Just Friends»                                                             | 1:26                                                                       |
| 9.                                                                         | «Milkshakes»                                                               | 1:24                                                                       |
| 10.                                                                        | «Falling Leaves»                                                           | 1:03                                                                       |
| 11.                                                                        | «Electricity»                                                              | 1:03                                                                       |
| 12.                                                                        | «The Lads»                                                                 | 1:10                                                                       |
| 13.                                                                        | «Misconceptions»                                                           | 1:11                                                                       |
| 14.                                                                        | «Kiss»                                                                     | 2:05                                                                       |
| 15.                                                                        | «Possibilities»                                                            | 2:04                                                                       |
| 16.                                                                        | «Clash»                                                                    | 1:07                                                                       |
| 17.                                                                        | «Rugby Match»                                                              | 3:24                                                                       |
| 18.                                                                        | «Wanna Go Out Sometime»                                                    | 0:55                                                                       |
| 19.                                                                        | «Happy Complications»                                                      | 0:50                                                                       |
| 20.                                                                        | «New Best Friend»                                                          | 0:44                                                                       |
| 21.                                                                        | «Embrace»                                                                  | 1:02                                                                       |
| 22.                                                                        | «Exploration»                                                              | 1:56                                                                       |
| 23.                                                                        | «Sports Day»                                                               | 0:48                                                                       |
| 24.                                                                        | «Heartstopper»                                                             | 2:32                                                                       |
| 25.                                                                        | «Encore»                                                                   | 0:57                                                                       |
| 32:39                                                                      |                                                                            |                                                                            |

| Коли завмирає серце: Офіційний мікстейп (1 сезон) | Коли завмирає серце: Офіційний мікстейп (1 сезон) | Коли завмирає серце: Офіційний мікстейп (1 сезон) | Коли завмирає серце: Офіційний мікстейп (1 сезон) |
| #                                                 | Назва                                             | Виконавець(-ці)                                   | Тривалість                                        |
| ------------------------------------------------- | ------------------------------------------------- | ------------------------------------------------- | ------------------------------------------------- |
| 1.                                                | «Colours of You»                                  | Baby Queen                                        | 4:15                                              |
| 2.                                                | «Want Me»                                         | Baby Queen                                        | 4:18                                              |
| 3.                                                | «Lovesick»                                        | Peace                                             | 2:13                                              |
| 4.                                                | «Dover Beach»                                     | Baby Queen                                        | 3:38                                              |
| 5.                                                | «Don’t Delete the Kisses»                         | Wolf Alice                                        | 4:35                                              |
| 6.                                                | «Sappho»                                          | Френкі Космос                                     | 1:52                                              |
| 7.                                                | «girls»                                           | girl in red                                       | 3:18                                              |
| 8.                                                | «Dance with Me»                                   | beabadoobee                                       | 3:54                                              |
| 9.                                                | «Angel»                                           | Lava La Rue та Deb Never                          | 3:56                                              |
| 10.                                               | «Why Am I Like This?»                             | Орла Ґартленд                                     | 3:32                                              |
| 11.                                               | «My Own Person»                                   | Smoothboi Ezra                                    | 4:42                                              |
| 12.                                               | «Telephone»                                       | Waterparks                                        | 2:33                                              |
| 13.                                               | «LUCID»                                           | Ріна Саваяма                                      | 3:38                                              |
| 14.                                               | «Don't Leave Me (Chapter 1: Despair)»             | HMLTD                                             | 3:32                                              |
| 15.                                               | «Clearest Blue»                                   | CHVRCHES                                          | 3:53                                              |
| 16.                                               | «Alaska - Toby Green Remix»                       | Меггі Роджерс і Тобі Грін                         | 3:05                                              |
| 17.                                               | «What’s It Gonna Be?»                             | Shura                                             | 3:34                                              |
| 18.                                               | «heart»                                           | flor                                              | 3:42                                              |
| 19.                                               | «nothing else i could do»                         | ella jane                                         | 2:50                                              |
| 20.                                               | «If You Want To»                                  | beabadoobee                                       | 3:43                                              |
| 21.                                               | «fever dream»                                     | mxmtoon                                           | 3:16                                              |
| 22.                                               | «Buzzkill»                                        | Baby Queen                                        | 3:24                                              |
| 23.                                               | «Paper Mache World»                               | Matilda Mann                                      | 2:59                                              |
| 24.                                               | «I Want To Be With You»                           | хлоя моріондо                                     | 2:59                                              |
| 25.                                               | «Flirting with Her»                               | Sir Babygirl                                      | 3:50                                              |
| 26.                                               | «Bang Bang Bang»                                  | Лоран Хібберд                                     | 2:22                                              |
| 27.                                               | «Tired»                                           | beabadoobee                                       | 3:19                                              |
| 28.                                               | «Any Other Way»                                   | Tomberlin                                         | 3:22                                              |
| 29.                                               | «Smokey Eyes»                                     | Lincoln                                           | 3:15                                              |
| 30.                                               | «Our Window»                                      | Noah and the Whale                                | 5:48                                              |
| 31.                                               | «Because I Love You»                              | Монтень                                           | 3:37                                              |
| 32.                                               | «Close To You»                                    | Dayglow                                           | 3:14                                              |
| 33.                                               | «Moment In The Sun»                               | Sunflower Bean                                    | 3:09                                              |
| 34.                                               | «I Belong in Your Arms»                           | Chairlift                                         | 3:27                                              |
| 1:55:10                                           |                                                   |                                                   |                                                   |

### 2 сезон
| Коли завмирає серце: 2 сезон (Саундтреки із серіалу Netflix) список треків | Коли завмирає серце: 2 сезон (Саундтреки із серіалу Netflix) список треків | Коли завмирає серце: 2 сезон (Саундтреки із серіалу Netflix) список треків |
| #                                                                          | Назва                                                                      | Тривалість                                                                 |
| -------------------------------------------------------------------------- | -------------------------------------------------------------------------- | -------------------------------------------------------------------------- |
| 1.                                                                         | «Boyfriend»                                                                | 1:22                                                                       |
| 2.                                                                         | «Back To School»                                                           | 1:10                                                                       |
| 3.                                                                         | «Rugby Fail»                                                               | 1:06                                                                       |
| 4.                                                                         | «T + E»                                                                    | 2:29                                                                       |
| 5.                                                                         | «Exam»                                                                     | 0:59                                                                       |
| 6.                                                                         | «David»                                                                    | 1:04                                                                       |
| 7.                                                                         | «Star-crossed Lovers»                                                      | 1:44                                                                       |
| 8.                                                                         | «School Trip»                                                              | 1:43                                                                       |
| 9.                                                                         | «Panic»                                                                    | 0:37                                                                       |
| 10.                                                                        | «All That Mattered»                                                        | 1:45                                                                       |
| 11.                                                                        | «Slumber»                                                                  | 0:51                                                                       |
| 12.                                                                        | «You Taste Like Toothpaste»                                                | 1:28                                                                       |
| 13.                                                                        | «Pair Up»                                                                  | 2:24                                                                       |
| 14.                                                                        | «Best Friends»                                                             | 1:15                                                                       |
| 15.                                                                        | «What's Wrong»                                                             | 0:51                                                                       |
| 16.                                                                        | «Mon Amour»                                                                | 0:46                                                                       |
| 17.                                                                        | «He Doesn't Know Me»                                                       | 1:24                                                                       |
| 18.                                                                        | «I'm Bi Actually»                                                          | 1:30                                                                       |
| 19.                                                                        | «Out»                                                                      | 0:52                                                                       |
| 20.                                                                        | «Misconceptions»                                                           | 0:48                                                                       |
| 21.                                                                        | «Sorry»                                                                    | 0:55                                                                       |
| 22.                                                                        | «Prom»                                                                     | 1:06                                                                       |
| 23.                                                                        | «Telling People»                                                           | 1:43                                                                       |
| 24.                                                                        | «❤️»                                                                       | 0:52                                                                       |
| 31:54                                                                      |                                                                            |                                                                            |

| Коли завмирає серце: офіційний трек-лист | Коли завмирає серце: офіційний трек-лист         | Коли завмирає серце: офіційний трек-лист | Коли завмирає серце: офіційний трек-лист |
| #                                        | Назва                                            | Artist(s)                                | Тривалість                               |
| ---------------------------------------- | ------------------------------------------------ | ---------------------------------------- | ---------------------------------------- |
| 37.                                      | «Shatter»                                        | Меггі Роджерс                            | 3:40                                     |
| 38.                                      | «Out of My League»                               | Fitz and the Tantrums                    | 3:29                                     |
| 39.                                      | «Pressure to Party»                              | Julia Jacklin                            | 3:02                                     |
| 40.                                      | «The Beach»                                      | Wolf Alice                               | 2:35                                     |
| 41.                                      | «Coming of Age»                                  | mxmtoon                                  | 2:38                                     |
| 42.                                      | «Paradise»                                       | Carmody                                  | 2:55                                     |
| 43.                                      | «Welcome to the Sidelines»                       | Amy Michelle                             | 2:57                                     |
| 44.                                      | «You Wouldn't Like Me»                           | Tegan and Sara                           | 2:56                                     |
| 45.                                      | «Retrospect»                                     | Vistas                                   | 3:26                                     |
| 46.                                      | «Things Will Be Fine» (Bratty remix)             | Metronomy Bratty                         | 3:20                                     |
| 47.                                      | «The Sound»                                      | The 1975                                 | 4:08                                     |
| 48.                                      | «I Think Ur Rlly Cool»                           | Carpetgarden                             | 3:16                                     |
| 49.                                      | «Le temps de l'amour»                            | Françoise Hardy                          | 2:24                                     |
| 50.                                      | «Kiss Ur Face Forever»                           | Orla Gartland                            | 2:46                                     |
| 51.                                      | «Foreplay»                                       | Siouxxie Sixxsta                         | 3:04                                     |
| 52.                                      | «Miss U»                                         | Bad Smith                                | 3:32                                     |
| 53.                                      | «Lovesong»                                       | Beabadoobee                              | 4:05                                     |
| 54.                                      | «Obsessed»                                       | Hatchie                                  | 5:13                                     |
| 55.                                      | «Trésor»                                         | Hervé                                    | 2:55                                     |
| 56.                                      | «Un peu plus souvent»                            | Alexia Gredy                             | 3:21                                     |
| 57.                                      | «Mona Lisa»                                      | Mxmtoon                                  | 3:10                                     |
| 58.                                      | «Freak Out»                                      | Miya Folick                              | 2:43                                     |
| 59.                                      | «Nobody Really Cares»                            | Baby Queen                               | 2:54                                     |
| 60.                                      | «Doesn't Matter (Voleur de soleil)»              | Christine and the Queens                 | 4:23                                     |
| 61.                                      | «Fall In Love With A Girl» (feat. Orla Gartland) | Cavetown Orla Gartland                   | 2:48                                     |
| 62.                                      | «Never Be the Same»                              | Gabrielle Aplin                          | 3:25                                     |
| 63.                                      | «On était beau»                                  | Louane                                   | 3:25                                     |
| 64.                                      | «Bros»                                           | Wolf Alice                               | 3:44                                     |
| 65.                                      | «3D Feelings»                                    | Alfie Templeman                          | 3:17                                     |
| 66.                                      | «Then It All Goes Away»                          | Dayglow                                  | 3:03                                     |
| 67.                                      | «Hot & Heavy»                                    | Lucy Dacus                               | 4:10                                     |
| 68.                                      | «Pretty Girl Lie»                                | Baby Queen                               | 3:38                                     |
| 69.                                      | «Deep End»                                       | Holly Humberstone                        | 2:51                                     |
| 70.                                      | «We Can Be Anything»                             | Baby Queen                               | 3:21                                     |
| 71.                                      | «People Watching»                                | Conan Gray                               | 2:38                                     |
| 72.                                      | «Cry!»                                           | Caroline Rose                            | 3:43                                     |
| 73.                                      | «Crush Culture»                                  | Conan Gray                               | 3:24                                     |
| 74.                                      | «I Wanna Be Your Girlfriend»                     | Girl in Red                              | 3:24                                     |
| 75.                                      | «Skin»                                           | Carmody                                  | 4:01                                     |
| 76.                                      | «Blush»                                          | Wolf Alice                               | 4:19                                     |
| 77.                                      | «Run Away with Me»                               | Carly Rae Jepsen                         | 4:11                                     |
| 78.                                      | «Young»                                          | Neon Capital Kinck                       | 3:24                                     |
| 79.                                      | «Happy New Year»                                 | Let's Eat Grandma                        | 4:39                                     |
| 80.                                      | «All the Things»                                 | Baby Queen                               | 3:22                                     |
| 81.                                      | «Seven»                                          | Taylor Swift                             | 3:28                                     |
| 82.                                      | «Ur So Pretty»                                   | Wasia Project                            | 2:12                                     |
| 4:49:22                                  |                                                  |                                          |                                          |

### 3 сезон
Автор музики Adiescar Chase, except where noted. 
| Коли завмирає серце: 3 сезон (Саундтреки із серіалу Netflix) список треків | Коли завмирає серце: 3 сезон (Саундтреки із серіалу Netflix) список треків | Коли завмирає серце: 3 сезон (Саундтреки із серіалу Netflix) список треків |
| #                                                                          | Назва                                                                      | Тривалість                                                                 |
| -------------------------------------------------------------------------- | -------------------------------------------------------------------------- | -------------------------------------------------------------------------- |
| 1.                                                                         | «Jellyfish»                                                                | 1:40                                                                       |
| 2.                                                                         | «Beach Day»                                                                | 1:42                                                                       |
| 3.                                                                         | «ILY»                                                                      | 2:11                                                                       |
| 4.                                                                         | «Concern»                                                                  | 0:41                                                                       |
| 5.                                                                         | «Tori»                                                                     | 1:59                                                                       |
| 6.                                                                         | «Dinner»                                                                   | 1:07                                                                       |
| 7.                                                                         | «Phone Call»                                                               | 1:02                                                                       |
| 8.                                                                         | «Advice»                                                                   | 1:25                                                                       |
| 9.                                                                         | «Nick»                                                                     | 1:33                                                                       |
| 10.                                                                        | «Kiss Me»                                                                  | 0:45                                                                       |
| 11.                                                                        | «Too Much»                                                                 | 1:19                                                                       |
| 12.                                                                        | «Going Home»                                                               | 1:22                                                                       |
| 13.                                                                        | «Safe With You»                                                            | 1:45                                                                       |
| 14.                                                                        | «Better As Friends»                                                        | 1:29                                                                       |
| 15.                                                                        | «Palpitations»                                                             | 2:20                                                                       |
| 16.                                                                        | «We Could...»                                                              | 1:33                                                                       |
| 17.                                                                        | «Cucumber»                                                                 | 0:37                                                                       |
| 18.                                                                        | «Little Farouk»                                                            | 0:56                                                                       |
| 19.                                                                        | «Cooking»                                                                  | 0:51                                                                       |
| 20.                                                                        | «You Can't Stop Me»                                                        | 1:19                                                                       |
| 21.                                                                        | «Feel Like I Woke Up»                                                      | 3:05                                                                       |
| 22.                                                                        | «Afterwards»                                                               | 2:32                                                                       |
| 23.                                                                        | «Funfair»                                                                  | 1:06                                                                       |
| 24.                                                                        | «Reunited»                                                                 | 1:50                                                                       |
| 25.                                                                        | «C'est La Vie» (Leila Khan and Adiescar Chase)                             | 2:26                                                                       |
| 38:48                                                                      |                                                                            |                                                                            |

| Коли завмирає серце: офіційний трек-лист | Коли завмирає серце: офіційний трек-лист     | Коли завмирає серце: офіційний трек-лист | Коли завмирає серце: офіційний трек-лист |
| #                                        | Назва                                        | Artist(s)                                | Тривалість                               |
| ---------------------------------------- | -------------------------------------------- | ---------------------------------------- | ---------------------------------------- |
| 1.                                       | «The Way Things Go»                          | Beabadoobee                              | 3:08                                     |
| 2.                                       | «It's Euphoric»                              | Georgia                                  | 3:41                                     |
| 3.                                       | «Paradise Calling»                           | Birdy                                    | 3:07                                     |
| 4.                                       | «Happy, Healthy, Well-Adjusted»              | Max Bennett Kelly                        | 2:18                                     |
| 5.                                       | «A Letter to Myself at 17»                   | Baby Queen                               | 3:20                                     |
| 6.                                       | «Superinlove (Roll Credits)»                 | Max Bennett Kelly                        | 1:48                                     |
| 7.                                       | «Duet»                                       | Frankie Cosmos                           | 2:12                                     |
| 8.                                       | «Best Day of My Life»                        | Tom Odell                                | 2:27                                     |
| 9.                                       | «**it gets better»                           | Martin Luke Brown                        | 3:10                                     |
| 10.                                      | «I'm Not Perfect (But I'm Trying)»           | Rachel Chinouriri                        | 3:36                                     |
| 11.                                      | «Shell»                                      | Ethan Tasch                              | 2:20                                     |
| 12.                                      | «Abigail»                                    | Frankie Cosmos                           | 1:54                                     |
| 13.                                      | «Vertigo»                                    | Griff                                    | 3:00                                     |
| 14.                                      | «My Vine»                                    | Wasia Project                            | 3:08                                     |
| 15.                                      | «Car Park»                                   | Nieve Ella                               | 3:05                                     |
| 16.                                      | «Pretty Boy»                                 | LÉON                                     | 3:51                                     |
| 17.                                      | «Genesis»                                    | Grimes                                   | 4:15                                     |
| 18.                                      | «One That Got Away»                          | MUNA                                     | 3:52                                     |
| 19.                                      | «Complex»                                    | Katie Gregson-MacLeod                    | 3:59                                     |
| 20.                                      | «I Spend Too Much Time in My Room»           | The Band CAMINO                          | 4:32                                     |
| 21.                                      | «Black Friday»                               | Tom Odell                                | 3:42                                     |
| 22.                                      | «BLUE»                                       | Billie Eilish                            | 5:43                                     |
| 23.                                      | «I Wanna Know»                               | The Hunna                                | 3:37                                     |
| 24.                                      | «Wide Eyes and Halos»                        | The Reytons                              | 2:50                                     |
| 25.                                      | «Liquor & Cigarettes» (feat. ArrDee)         | Chase & Status Hedex ArrDee              | 3:09                                     |
| 26.                                      | «darkwave sabbat»                            | diouxxie sixxsta                         | 1:45                                     |
| 27.                                      | «leavemealone» (Nia Archives Remix)          | Fred again... Baby Keem Nia Archives     | 2:59                                     |
| 28.                                      | «Witchcraft»                                 | Pendulum                                 | 4:13                                     |
| 29.                                      | «Wish on an Eyelash»                         | Mallrat                                  | 0:59                                     |
| 30.                                      | «Serotonin»                                  | Angie McMahon                            | 4:20                                     |
| 31.                                      | «That Was the Worst Christmas Ever!»         | Sufjan Stevens                           | 3:18                                     |
| 32.                                      | «Are You OK?»                                | Wasuremono                               | 4:24                                     |
| 33.                                      | «Bruises Off The Peach»                      | Ryan Beatty                              | 3:13                                     |
| 34.                                      | «So Clear»                                   | Miya Folick                              | 3:32                                     |
| 35.                                      | «Too Much Time Together»                     | San Cisco                                | 2:50                                     |
| 36.                                      | «Enjoy Your Life»                            | Romy                                     | 4:00                                     |
| 37.                                      | «Rush»                                       | Troye Sivan                              | 2:36                                     |
| 38.                                      | «Devotion»                                   | Arlo Parks                               | 2:46                                     |
| 39.                                      | «Loveher»                                    | Romy                                     | 3:49                                     |
| 40.                                      | «In My Head»                                 | Nell Mescal                              | 3:33                                     |
| 41.                                      | «I Used to Be Fun»                           | Teen Jesus and the Jean Teasers          | 2:41                                     |
| 42.                                      | «A Young Understanding»                      | Sundara Karma                            | 4:04                                     |
| 43.                                      | «Just Stay For Once»                         | Imani Graham                             | 3:37                                     |
| 44.                                      | «good 4 u»                                   | Olivia Rodrigo                           | 2:58                                     |
| 45.                                      | «sad disco»                                  | mxmtoon                                  | 3:03                                     |
| 46.                                      | «A Running Start»                            | Sufjan Stevens                           | 4:21                                     |
| 47.                                      | «Dive»                                       | Olivia Dean                              | 3:21                                     |
| 48.                                      | «Pegasus» (ft. Phoebe Bridgers)              | Arlo Parks Phoebe Bridgers               | 3:07                                     |
| 49.                                      | «Heartbreaker»                               | Birdy                                    | 3:04                                     |
| 50.                                      | «The Most Beautiful Thing»                   | Thomas Headon                            | 3:33                                     |
| 51.                                      | «Ode to a Conversation Stuck in Your Throat» | Del Water Gap                            | 3:19                                     |
| 52.                                      | «Love You»                                   | flowerovlove                             | 2:56                                     |
| 53.                                      | «Right Here, for now»                        | Bakar                                    | 3:01                                     |
| 54.                                      | «Close One»                                  | FIZZ                                     | 3:56                                     |
| 55.                                      | «Joe»                                        | Joesef                                   | 3:08                                     |
| 56.                                      | «A Good Thing»                               | Claud                                    | 2:46                                     |
| 57.                                      | «The Outsiders»                              | Max Bennett Kelley                       | 2:23                                     |
| 58.                                      | «million little reasons»                     | Oscar Lang                               | 2:43                                     |

## Оцінка

### Авдиторія
Під час свого дебютного тижня «Коли завмирає серце» посів 7-е місце у рейтингу 10 найкращих англійських телевізійних фільмів Netflix лише через два дні після виходу. На основі методології Netflix вимірювання фільму чи телешоу за кількістю годин його перегляду 14,55 мільйона годин.
Серіал також увійшов у десятку найкращих стрічок у багатьох інших країнах, зокрема у трьох, де одностатеві стосунки є незаконними (Ліван, Саудівська Аравія  та Шрі-Ланка).
Наступного тижня після виходу шоу піднялося на 5-е місце з 23,94 мільйонами переглядів. Третього тижня це телешоу спустилося на одну позицію, посівши 6-те місце, з 14,97 мільйона годин. На четвертому тижні серіал вже не потрапив до списку 10-ти найкращих серіалів Netflix.
За даними Вараєті, станом на 20 травня 2022 року серіал увійшов у десятку найкращих на Netflix у 54 країнах. Серіал також очолював телевізійний хіт-парад видання протягом п'яти тижнів, з огляду на 1,3 мільйона залучень у Twitter.

### Критики
| Сезон | Rotten Tomatoes     | Metacritic       |
| ----- | ------------------- | ---------------- |
| 1     | 100 % (59 відгуків) | 85 (9 відгуків)  |
| 2     | 96 % (48 відгуків)  | 79 (18 відгуків) |
| 3     | 100 % (24 відгуків) | 80 (10 відгуків) |

Серіал отримав схвалення критиків Rotten Tomatoes і було повідомив про 100 % рейтинг схвалення із середнім рейтингом 8,7/10 на основі 55 відгуків критиків. 
«Коли завмирає серце» — інклюзивний серіал, який розповідає історію з дивовижною чутливістю; він настільки чарівний, що глядачі не посміють пропустити жодної секунди.
Metacritic, який використовує середньозважену оцінку, присвоїв серіалу 85 балів зі 100 на основі дев'яти критиків, що вказує на «загальне визнання». Другий сезон отримала оцінку «Сертифікована свіжість» 96 % від Rotten Tomatoes із середнім рейтингом 8,5/10 на основі 48 рецензій, причому консенсус стверджував: «Другий сезон з чудовою акторською діяльністю та сценарієм готовий до емоційного розриву». Metacritic поставив йому 80 зі 100 на основі 18 критиків, вказуючи на «загалом схвальні відгуки».
Ребекка Ніколсон для Ґардіан поставила оцінку 4/5 і сказала: «„Коли завмирає серце“ може не зовсім виправдав драматичні обіцянки своєї назви, але цей чарівний підлітковий роман принаймні зворушує душу». Салоні Гаджар з The A.V. Club поставив серіалу A− та сказав: «На щастя, „Коли завмирає серце“ руйнує уявлення, зберігаючи свого героя гордим геєм: це кохання має розібратися в його несподіваних почуттях, а не навпаки. Нік потяг до Чарлі застає його зненацька». Езель Альблас для The Upcoming дала оцінку 5/5 і сказала: «„Коли завмирає серце“ — це серіал, який варто побачити кожному. Він на одному рівні „Сексуальна освіта“, „Ейфорія“ чи „Це гріх“».
«Коли завмирає серце» визнано найкращим серіалом 2022 року за версією New Musical Express. «Entertainment.ie» поставив його на четверте місце, TVLine на восьме місце, Decider на дев'яте місце, і PopBuzz на 10 місце, Collider назвав його одним із найкращих нових телешоу 2022 року.

### Вплив
Після виходу серіалу охоплення першого тому графічного роману «Коли завмирає серце» зросли та він став найпродаванішим дитячим твором у Великій Британії. Також зросли прослуховування пісень, які були представлені в серіалі. Серед пісень у саундтреку, які отримали сплеск продажів у чартах порівняно з попереднім тижнем, були «Want Me» і «Dover Beach» «Baby Queen», «Why Am I Like This?» Орли Гартленд і «I Belong In Your Arms» Chairlift.

### Нагороди
| Рік  | Нагорода                                   | Категорія                                                                | Отримувач                                            | Результат | Посилання     |
| ---- | ------------------------------------------ | ------------------------------------------------------------------------ | ---------------------------------------------------- | --------- | ------------- |
| 2022 | Attitude Awards                            | Телевізійна нагорода                                                     | «Коли завмирає серце» (1 сезон)                      | Перемога  | [ 74 ]        |
| 2022 | C21 International Drama Awards             | Найкращий комедійно-драматичний серіал                                   | «Коли завмирає серце» (1 сезон)                      | Номінація | [ 75 ]        |
| 2022 | National Television Awards                 | Нова драма                                                               | Коли завмирає серце                                  | Номінація | [ 76 ]        |
| 2022 | National Television Awards                 | Актор                                                                    | Кіт Коннор                                           | Номінація | [ 76 ]        |
| 2022 | National Television Awards                 | Актор                                                                    | Джо Локк                                             | Номінація | [ 76 ]        |
| 2022 | MTV                                        | Найкращий музичний момент                                                | «Dance with Me»                                      | Перемога  | [ 77 ]        |
| 2022 | Dorian Awards                              | Краща телевізійна драма                                                  | «Коли завмирає серце» (1 сезон)                      | Номінація | [ 78 ]        |
| 2022 | Dorian Awards                              | Найкраще ЛГБТК-шоу                                                       |                                                      | Перемога  | [ 78 ]        |
| 2022 | Dorian Awards                              | Найкращий телевізійний гра                                               | Кіт Коннор                                           | Номінація | [ 78 ]        |
| 2022 | TV Choice Awards                           | Краща телевізійна драма                                                  | «Коли завмирає серце» (1 сезон)                      | Перемога  | [ 79 ]        |
| 2022 | Edinburgh TV Awards                        | Телевізійний момент року                                                 | «Перший поцілунок Ніка та Чарлі»                     | Перемога  | [ 80 ]        |
| 2022 | Дитяча та сімейна премія «Еммі»            | Видатний акторський склад телевізійної програми                          | «Коли завмирає серце» (1 сезон)                      | Перемога  | [ 81 ]        |
| 2022 | Дитяча та сімейна премія «Еммі»            | Видатний гостьовий виступ у дошкільній, дитячій або підлітковій програмі | Олівія Колман                                        | Перемога  | [ 81 ]        |
| 2022 | Дитяча та сімейна премія «Еммі»            | Видатна головна роль у програмі дошкільного віку для дітей або підлітків | Кіт Коннор                                           | Перемога  | [ 81 ]        |
| 2022 | Дитяча та сімейна премія «Еммі»            | Видатна головна роль у програмі дошкільного віку для дітей або підлітків | Джо Локк                                             | Номінація | [ 81 ]        |
| 2022 | Дитяча та сімейна премія «Еммі»            | Чудовий макіяж і зачіска                                                 | «Коли завмирає серце» (1 сезон)                      | Номінація | [ 81 ]        |
| 2022 | Дитяча та сімейна премія «Еммі»            | Видатна допоміжна робота в дошкільній, дитячій або підлітковій програмі  | Ясмін Фінні                                          | Номінація | [ 81 ]        |
| 2022 | Дитяча та сімейна премія «Еммі»            | Видатна допоміжна робота в дошкільній, дитячій або підлітковій програмі  | Вільям Гао                                           | Номінація | [ 81 ]        |
| 2022 | Дитяча та сімейна премія «Еммі»            | Програма видатного письма для підлітків                                  | Еліс Осман                                           | Перемога  | [ 81 ]        |
| 2022 | Дитяча та сімейна премія «Еммі»            | Програма для підлітків                                                   | Еліс Осман                                           | Перемога  | [ 81 ]        |
| 2022 | Hollywood Music                            | Оригінальна пісня/музика                                                 | «Colours of You»                                     | Номінація | [ 82 ]        |
| 2022 | Золота троянда                             | Комедійна драма/ситком                                                   | «Коли завмирає серце» (1 сезон)                      | Номінація | [ 83 ]        |
| 2022 | Золота троянда                             | Акторка-початківець                                                      | Ясмін Фінні                                          | Перемога  | [ 84 ]        |
| 2022 | Craft & Design Awards                      | Кастинг                                                                  | Даніель Едвардс                                      | Перемога  | [ 85 ]        |
| 2022 | Soho House Awards                          | Прорив                                                                   | Ясмін Фінні                                          | Перемога  | [ 86 ]        |
| 2023 | Нагорода Британської академії телебачення  | Сценарій (драма)                                                         | Еліс Осман                                           | Номінація | [ 87 ]        |
| 2023 | Гільдія кастинг-режисерів                  | Найкращий акторський склад у телесеріалі                                 | Деніел Едвардс, Люсі Аллен, Том Пейн і Кетрін Гарлік | Перемога  | [ 88 ]        |
| 2023 | GLAAD Media Awards                         | Видомі дитячі та сімейні програми                                        | «Коли завмирає серце» (1 сезон)                      | Перемога  | [ 89 ] [ 90 ] |
| 2023 | BAFTA                                      | Незабутній момент                                                        | «Перший поцілунок Ніка та Чарлі»                     | Номінація | [ 91 ]        |
| 2023 | Kidscreen Awards                           | Краща акторська робота                                                   | «Коли завмирає серце» (1 сезон)                      | Перемога  | [ 92 ] [ 93 ] |
| 2023 | Kidscreen Awards                           | Найкращий у своєму жанрі                                                 | «Коли завмирає серце» (1 сезон)                      | Перемога  | [ 92 ] [ 93 ] |
| 2023 | Kidscreen Awards                           | Найкраща інклюзивність — підлітки                                        | «Коли завмирає серце» (1 сезон)                      | Номінація | [ 92 ] [ 93 ] |
| 2023 | Kidscreen Awards                           | Найкращий серіал — підлітки                                              | «Коли завмирає серце» (1 сезон)                      | Перемога  | [ 92 ] [ 93 ] |
| 2023 | Kidscreen Awards                           | Найкращий новий серіал — підлітки                                        | «Коли завмирає серце» (1 сезон)                      | Перемога  | [ 92 ] [ 93 ] |
| 2023 | Queerty Awards                             | Спектакль — ТБ                                                           | Джо Локк                                             | Перемога  | [ 94 ]        |
| 2023 | Queerty Awards                             | Телевізійна комедія                                                      | «Коли завмирає серце» (1 сезон)                      | Перемога  | [ 95 ]        |
| 2023 | Satellite Awards                           | Кращий драматичний серіал                                                | «Коли завмирає серце» (1 сезон)                      | Номінація | [ 96 ]        |
| 2023 | Нагороди програми Royal Television Society | Головна чоловіча роль                                                    | Кіт Коннор                                           | Перемога  | [ 97 ]        |
| 2023 | Visionary Arts Awards                      | Телешоу року                                                             | «Коли завмирає серце» (1 сезон)                      | Номінація | [ 98 ]        |
| 2023 | Золота троянда                             | Комедійна драма/ситком                                                   | «Коли завмирає серце» (2 сезон)                      | Номінація | [ 99 ]        |
| 2023 | C21 International Drama Awards             | Повернення комедійно-драматичного серіалу                                | «Коли завмирає серце» (2 сезон)                      | Номінація | [ 100 ]       |
| 2023 | Rolling Stone UK Awards                    | Телевізійна премія                                                       | «Коли завмирає серце»                                | Номінація | [ 101 ]       |
| 2024 | TV Choice Awards                           | Кращий драматичний серіал                                                | «Коли завмирає серце» (2 сезон)                      | Номінація | [ 102 ]       |
| 2024 | TV Choice Awards                           | Найкращий актор                                                          | Кіт Коннор                                           | Номінація | [ 102 ]       |
| 2024 | TV Choice Awards                           | Найкраща акторка                                                         | Ясмін Фінні                                          | Номінація | [ 102 ]       |
| 2024 | GLAAD Media Awards                         | Видомі дитячі та сімейні програми                                        | «Коли завмирає серце» (2 сезон)                      | Номінація | [ 103 ]       |
| 2024 | Премія БАФТА у телебаченні                 | Найкраща оригінальна музика                                              | Адіскар Чейз                                         | Номінація | [ 104 ]       |